# Juan Huarte
Juan Huarte de San Juan anebo Juan Huarte y Navarro (1529 – 1588) byl španělský lékař a filozof, představitel španelského humanismu. Zaujímal stanovisko ideově blizké Vivesovi.

## Myšlenky
Současně s Telesiem a jeho školou se pokusil Huarte vypracovat naturalistickou teorii člověka. Značné popularitě se těšilo Huartovo dílo Zkoumání schopností k vědám. V této knize navrhoval, aby filozofie přírody byla budována nezávislé na teologických předpokladech, neboť ve světě se od počátku, od okamžiku jeho stvoření, skrývá přirozený řád vesmíru, nazývaný přírodou.
Pravým předmětem filozofie je příroda. Je třeba vnímat objektivně existující „přírozené předměty“ pomocí smyslových orgánů. Člověka chápal Huarte naturalisticky a domníval se, že lidský temperament a schopnosti závisejí na spojení čtyř prvků v lidském organismu. Za aktivní prvek, určující duševní život, pokládal Huarte oheň, jenž se v lidském těle projevuje formou trávení a dýchání. Přes veškerou primitivnost Huartova fyziologického naturalismu, souvisejícího s tehdejším stavem medicíny, razila jeho kniha cestu přírodovědnému poznání a výkladu duševního života člověka.
Přes opatrnost svých výroků o náboženství byl Huarte pronásledován inkvizicí. Bez ohledu na církevní zákazy byla Huartova kniha nejednou znovu vydána a přeložena do hlavních evropských jazyků.